# Zeppelin Luftschifftechnik
La société Zeppelin Luftschifftechnik (de son nom complet ZLT Zeppelin Luftschifftechnik GmbH & Co KG en 2018) est une entreprise fondée en 1993 qui conçoit et développe le Zeppelin NT. C'est la Deutsche Zeppelin-Reederei (de), fondée en 2001 et filiale à 100 % de la première, qui a la charge d’exploiter ce dirigeable.
Reprenant la tradition de 1908 de la Luftschiffbau Zeppelin, la société a pour actionnaires la Luftschiffbau Zeppelin GmbH (pour 51 %) et la ZF Friedrichshafen AG (pour 49 %) ; son siège se trouve à Friedrichshafen.
Elle est également l'un des fondateurs de l'université Zeppelin.

## Production du Zeppelin NT

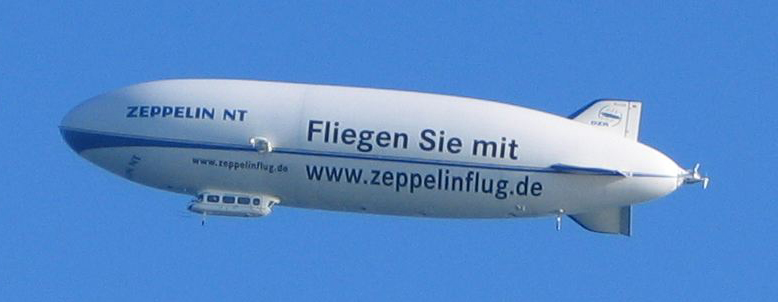
Le Zeppelin NT en vol

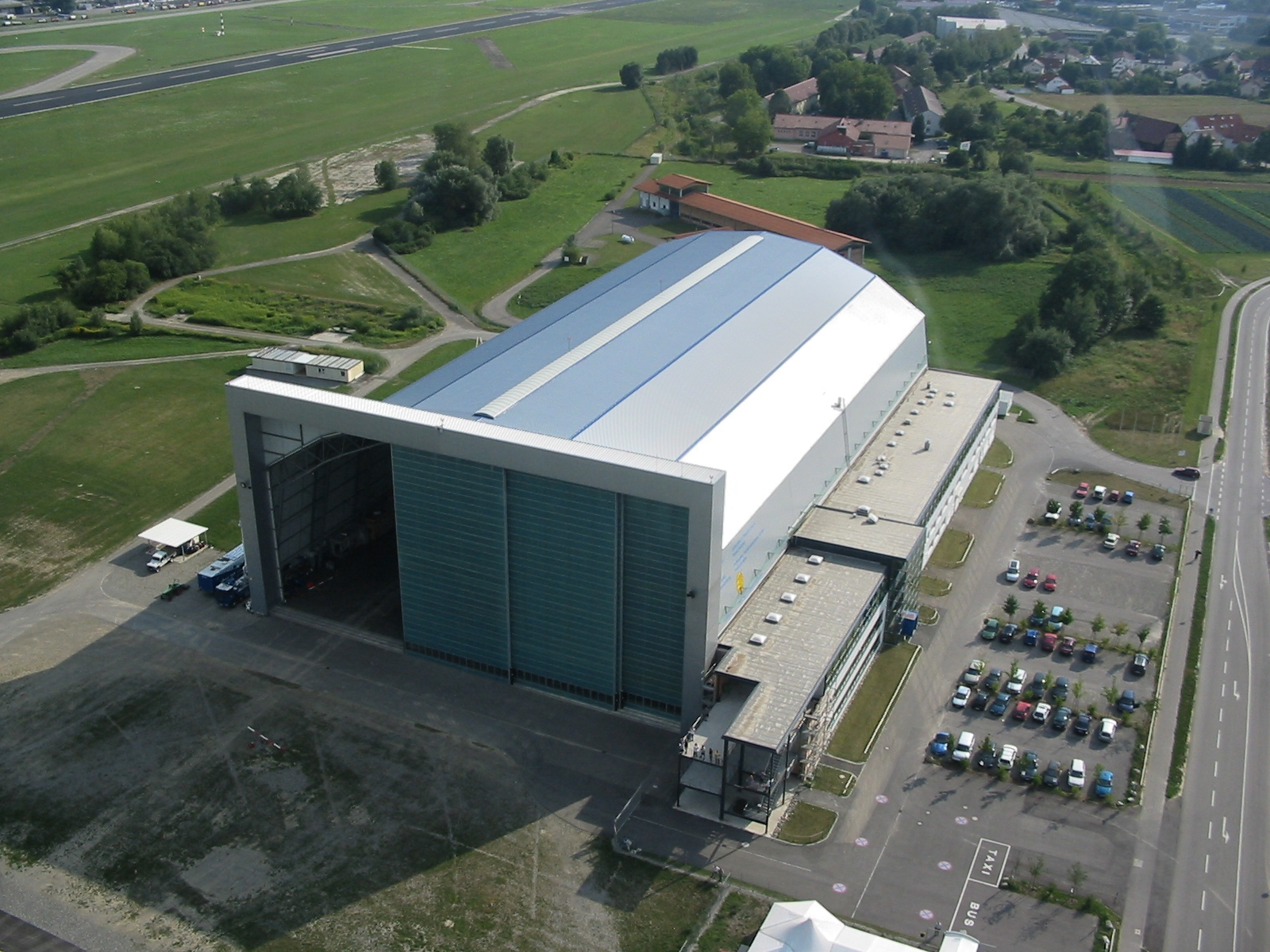
Le hangar à zeppelins à Friedrichshafen en 2003, toujours en service en 2018.

Zeppelin reste en 2018 le fabricant des plus gros dirigeables du monde et le seul fournisseur européen actif de grands dirigeables avec équipage.
Dans les années 1990, à la différence de nombreux projets de grands dirigeables, le groupe Zeppelin développe et met sur le marché un dirigeable moderne ayant une conception unique au monde, cette dernière comportant une structure interne rigide dans une enveloppe souple.
Ce n'est pas à proprement parler un plus léger que l'air puisque son décollage se réalise normalement à l'aide d'une poussée verticale fournie par les propulseurs.
Chacun mesure 75 mètres de long, comporte deux poches gonflées à l'hélium (incombustible) et peut déplacer douze passagers (ou 1 900 kg de fret) et deux membres d'équipage à 125 km/h et à 3 000 m d’altitude grâce à trois moteurs thermiques de 147 kW chacun. Son autonomie est de 22 heures et son rayon d'action de 1 000 km.
Quatre Zeppelin NT sont construits jusqu'en 2008.
Le prix unitaire d'un Zeppelin NT se situe en 2006 aux environs de 7,5 millions d'euros ; l’appareil est garanti contre l'obsolescence jusqu'en 2020.

## Utilisation du Zeppelin NT

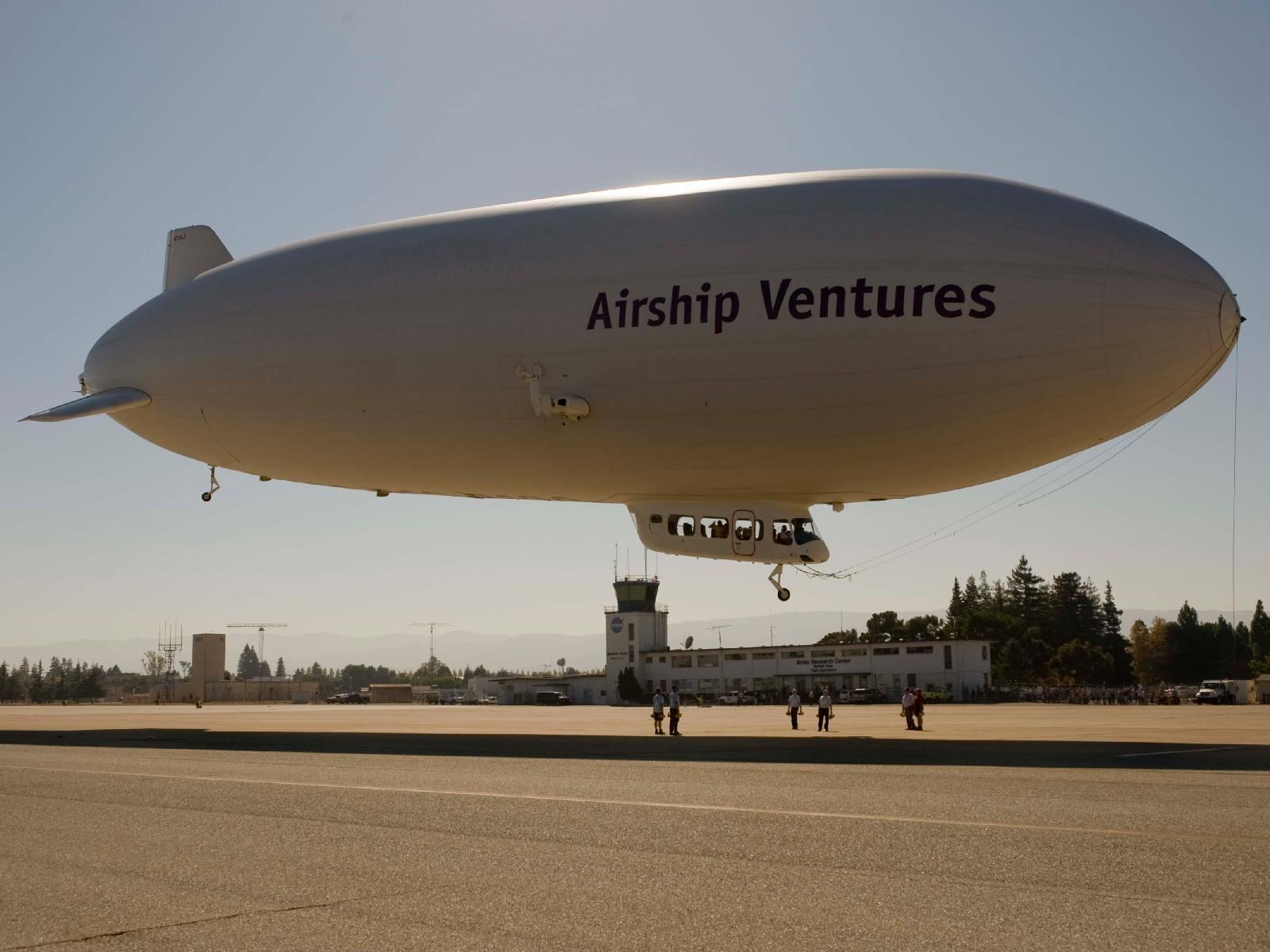
Arrivée du Zeppelin NT au Moffett Federal Airfield.

Il n'y a que quinze pilotes au monde habilités à piloter les Zeppelin NT.
Le premier Zeppelin NT est achevé en 1997 ; il est utilisé pour des circuits touristiques locaux et des vols publicitaires ainsi que pour des études climatiques et la surveillance de l’empoussièrement.
De l'automne 2005 jusqu'à fin 2007, un Zeppelin NT est loué à la De Beers pour la prospection de diamants. Peu avant la fin du contrat, il est irrémédiablement endommagé ; il a par la suite été démantelé.
Le deuxième prototype est vendu au Japon ;
le suivant, nommé Eureka, est livré le 25 octobre 2008 à Airship Ventures (en) (San Francisco, Californie). Volant à une altitude de 400 m, il est utilisé pour des circuits autour du pont du Golden Gate, Alcatraz et Treasure Island jusqu'au 14 novembre 2012. Il est par la suite renvoyé au constructeur.